# Parafairmairia hissarica
Parafairmairia hissarica är en insektsart som beskrevs av Borchsenius 1952. Parafairmairia hissarica ingår i släktet Parafairmairia och familjen skålsköldlöss. Inga underarter finns listade i Catalogue of Life.